# West Baraboo
West Baraboo és una població dels Estats Units a l'estat de Wisconsin. Segons el cens del 2000 tenia 1.248 habitants.

## Demografia
Segons el cens del 2000, West Baraboo tenia 1.248 habitants, 477 habitatges, i 321 famílies. La densitat de població era de 594,9 habitants per km².
Dels 477 habitatges en un 35,8% hi vivien nens de menys de 18 anys, en un 54,3% hi vivien parelles casades, en un 9,9% dones solteres, i en un 32,7% no eren unitats familiars. En el 25,2% dels habitatges hi vivien persones soles el 9,9% de les quals corresponia a persones de 65 anys o més que vivien soles. El nombre mitjà de persones vivint en cada habitatge era de 2,59 i el nombre mitjà de persones que vivien en cada família era de 3,19.
Per edats la població es repartia de la següent manera: un 29,2% tenia menys de 18 anys, un 7,1% entre 18 i 24, un 31,7% entre 25 i 44, un 20,4% de 45 a 60 i un 11,7% 65 anys o més.
L'edat mediana era de 34 anys. Per cada 100 dones de 18 o més anys hi havia 101,1 homes.
La renda mediana per habitatge era de 41.618 $ i la renda mediana per família de 51.406 $. Els homes tenien una renda mediana de 34.792 $ mentre que les dones 21.974 $. La renda per capita de la població era de 18.283 $. Aproximadament el 5,3% de les famílies i el 6,2% de la població estaven per davall del llindar de pobresa.

## Poblacions més properes
El següent diagrama mostra les poblacions més properes.